# Robert Schuster (Regisseur)
Robert Schuster (* 3. Februar 1970 in Meißen) ist ein deutscher Regisseur und Hochschullehrer.

## Leben
Robert Schuster absolvierte von 1991 bis 1992 ein Grundstudium in Theaterwissenschaften und Kulturwissenschaften an der Humboldt-Universität zu Berlin. 1992 wechselte er zum Studium für Schauspielregie an die Hochschule für Schauspielkunst „Ernst Busch“ Berlin, wo er seinen Studienkollegen Tom Kühnel kennenlernte, mit dem zusammen er in den weiteren Jahren ein Regieteam bildete. Bereits mit ihren frühen Inszenierungen machten Schuster und Kühnel überregional auf sich aufmerksam und wurden schnell zu den Newcomern des deutschen Theaters gezählt. Bernd Wilms, damaliger Intendant des Maxim Gorki Theaters, wurde auf das Regieduo aufmerksam und nachdem sie für ihre Inszenierung Die Maßnahme von Bertolt Brecht am bat Theater Berlin 1994 den Max-Reinhardt-Preis der Republik Österreich erhielten, wurden Schuster und Kühnel kurz darauf mit ihrer Inszenierung Weihnachten bei Iwanows von Alexander Iwanowitsch Wwedenski am Berliner Maxim Gorki Theater mit dem Friedrich-Luft-Preis in Berlin ausgezeichnet. 1997 gründete Schuster mit Christian Tschirner das Autorenkollektiv Soeren Voima.
Es folgten gemeinsame Inszenierungen von Schuster/Kühnel am Berliner Maxim-Gorki-Theater, dem Bremer Theater und anschließend ein festes Engagement am Schauspiel Frankfurt. Ihre Peer-Gynt-Inszenierung von Henrik Ibsen bescherte dem Frankfurter Schauspielhaus einen überregionalen Erfolg, und 1997 erhielten sie den Otto-Kasten-Preis, einen „Förderpreis der deutschen Intendanten“.
Von 1999 bis 2002 leitete Schuster gemeinsam mit Tom Kühnel das TAT im Bockenheimer Depot in Frankfurt am Main. 2001 wiederbelebten sie die Tradition der experimenta am TAT.
Einer Einladung der UNO folgten Schuster und Kühnel im Jahre 2000 nach New York, wo sie ihre Berliner Schaubühnen Inszenierung Kontingent als Autorenkollektiv Soeren Voima, den Diplomaten und Staatsmännern zeigten.
Seit dem Jahre 2000 inszeniert Schuster für die Oper und das Schauspiel allein. Unter anderem am Theater Basel, am Theater Bremen, am Leipziger Schauspielhaus, am Düsseldorfer Schauspielhaus, am Theater Freiburg, Schauspiel Frankfurt und dem Deutschen Theater Berlin. 2001 wurde er zum Mitglied der Deutschen Akademie der Darstellenden Künste berufen. 2004 wurde er als Professor für Regie an die Hochschule für Schauspielkunst „Ernst Busch“ berufen. 2012 folgte sein erster Spielfilm Draussen ist Drüben, eine Auseinandersetzung mit seiner Kindheit und Jugend in der DDR. Seine Inszenierung Die Ratten von Gerhart Hauptmann in Freiburg 2011 wurde vom Feuilleton sehr euphorisch aufgenommenen.
Er ist jüngerer Bruder des Biophysikers Stefan Schuster.

## Auszeichnungen
- Friedrich-Luft-Preis, Berlin
- Max-Reinhardt-Preis der Republik Österreich
- Otto-Kasten-Preis

## Inszenierungen
1994–2013
- Weihnachten bei Iwanows von Alexander Vedenskij am Maxim Gorki Theater
- Stella oder der letzte Tag der Miss Sara Sampson nach Goethe & Lessing am Maxim Gorki Theater
- Der Drache von Jewgeni Schwarz am Maxim Gorki Theater
- Warten auf Godot von Samuel Beckett am Schauspiel Frankfurt
- Peer Gynt von Henrik Ibsen am Schauspiel Frankfurt und bei den Bad Hersfelder Festspielen
- Alice Underground von Lewis Carroll am Schauspiel Frankfurt
- Titus Andronicus von William Shakespeare am Schauspiel Frankfurt
- Faust 1 von J. W. Goethe am Schauspiel Frankfurt
- Faust 2 von J. W. Goethe (zusammen mit William Forsythe) am Schauspiel Frankfurt
- Deutsch für Ausländer von Sören Voima am TAT Frankfurt
- Welttheater von Albert Ostermeier, Roland Schimmelpfennig, Marius von Meyenburg, Sören Voima am TAT
- Europa nach Sophokles/Euripides am TAT
- Dogma nach August Strindberg am TAT
- Kontingent von Sören Voima an der Schaubühne Berlin
- Norma von Vincenzo Bellini am Theater Basel
- Die Nase von Dmitri Schostakowitsch am Theater Basel
- crushrooms von Wolfgang Mitterer am Theater Basel (Uraufführung)
- Platonow von Anton Tschechow am Schauspiel Hannover
- Kälte von Lars Noren am Deutschen Theater Berlin
- Tartuffe von Molière am Deutschen Theater Berlin
- Emilia Galotti von G.E. Lessing am Düsseldorfer Schauspielhaus
- Neue Leben Uraufführung nach einem Roman von Ingo Schulze am Deutschen Theater Berlin
- Italienische Nacht von Ödön von Horváth an den Münchner Kammerspielen
- Die Bakchen von Euripides am Theater Bremen
- Woyzeck von Georg Büchner am Theater Bremen
- Mutter Courage von Bertolt Brecht am Schauspiel Frankfurt
- DNA von „Dennis Kelly“ am Schauspiel Frankfurt
- Volksfeind von Henrik Ibsen am Theater Bremen
- Die Ratten von Gerhart Hauptmann am Theater Freiburg
- King Arthur von Henry Purcell am Theater Freiburg
- Mesure pour mesure (Maß für Maß) von Shakespeare am Théâtre national de Strasbourg
- Dantons Tod von Georg Büchner am Theater Freiburg
- Biedermann und die Brandstifter von Max Frisch am Schauspiel Frankfurt
- Mephisto nach Klaus Mann am Deutschen Nationaltheater Weimar (Bühnenfassung: Robert Schuster und Nora Khuon)
- Der Diener zweier Herren von Carlo Goldoni am Theater Freiburg
- Das Fleischwerk von Christoph Nußbaumeder an den Kammerspielen Bochum
- Kula – nach Europa (Transnationales Theaterprojekt) am Deutschen Nationaltheater Weimar
- Hamlet von William Shakespeare am Deutschen Nationaltheater Weimar, mit Jonas Schlagowsky in der Titelrolle
- Malalai – die afghanische Jungfrau von Orléans am Deutschen Nationaltheater Weimar (Transnationales Theaterprojekt, Text: Julie Paucker, unter Einbeziehung von Texten aus Die Jungfrau von Orleans von Friedrich Schiller)